# Johan Henrik Scheffel
Johan Henrik Scheffel, född 9 april 1690 i Wismar, död 21 december 1781 i Västerås, var en i Sverige verksam konstnär. Han är mest känd för sina porträtt, av bland andra Carl von Linné, Christopher Polhem och Hedvig Charlotta Nordenflycht.

## Biografi
Scheffel tillhörde en släkt som haft flera framstående medlemmar och som införts på svenska riddarhuset med sin bror Mårten Fredrik Scheffel (1700–1782), adlad Stiernefelt 1777. Scheffel kom till Stockholm 1723 och var då en utbildad och skicklig porträttmålare, skolad i Tyskland och Nederländerna. Han sågs väl av David von Krafft och hade snart en framskjutande position bland de inte så få porträttmålare som verkade i Sverige under frihetstiden. 1735 blev han ledamot av den då stiftade Ritarakademien, och 1763 erhöll han direktörs namn, heder och värdighet. Hans stora flit och sparsamhet gjorde det möjligt för honom att tillbringa en lugn och i ekonomiskt hänseende sorgfri ålderdom. Från 1765 var han bosatt i Västerås.
Scheffel bildar epok i det svenska porträttets historia. Han tillhör genom uppfattning, färg- och formgivning en annan skola än den David Klöcker Ehrenstrahl och Krafft representerar. Fastän han inte slaviskt följde någon viss mästare, kan man ändå räkna honom som nära stående å ena sidan med tyskarna Balthasar Denner och Johann Salomon Wahl, å den andra med åtskilliga senholländska mästare.
I hans ganska ojämna konst kan man knappt skilja mellan några bestämda skeden. Hans glanstid är 1730- och 1740-talen. Tavlor av Scheffel, i allmänhet ej signerade, förekommer i många offentliga och enskilda samlingar i Sverige bland annat vid  Nationalmuseum i Stockholm och Norrköpings konstmuseum.
Johan Hörner gick i lära hos Johan Henrik Scheffel.

## Verk i urval

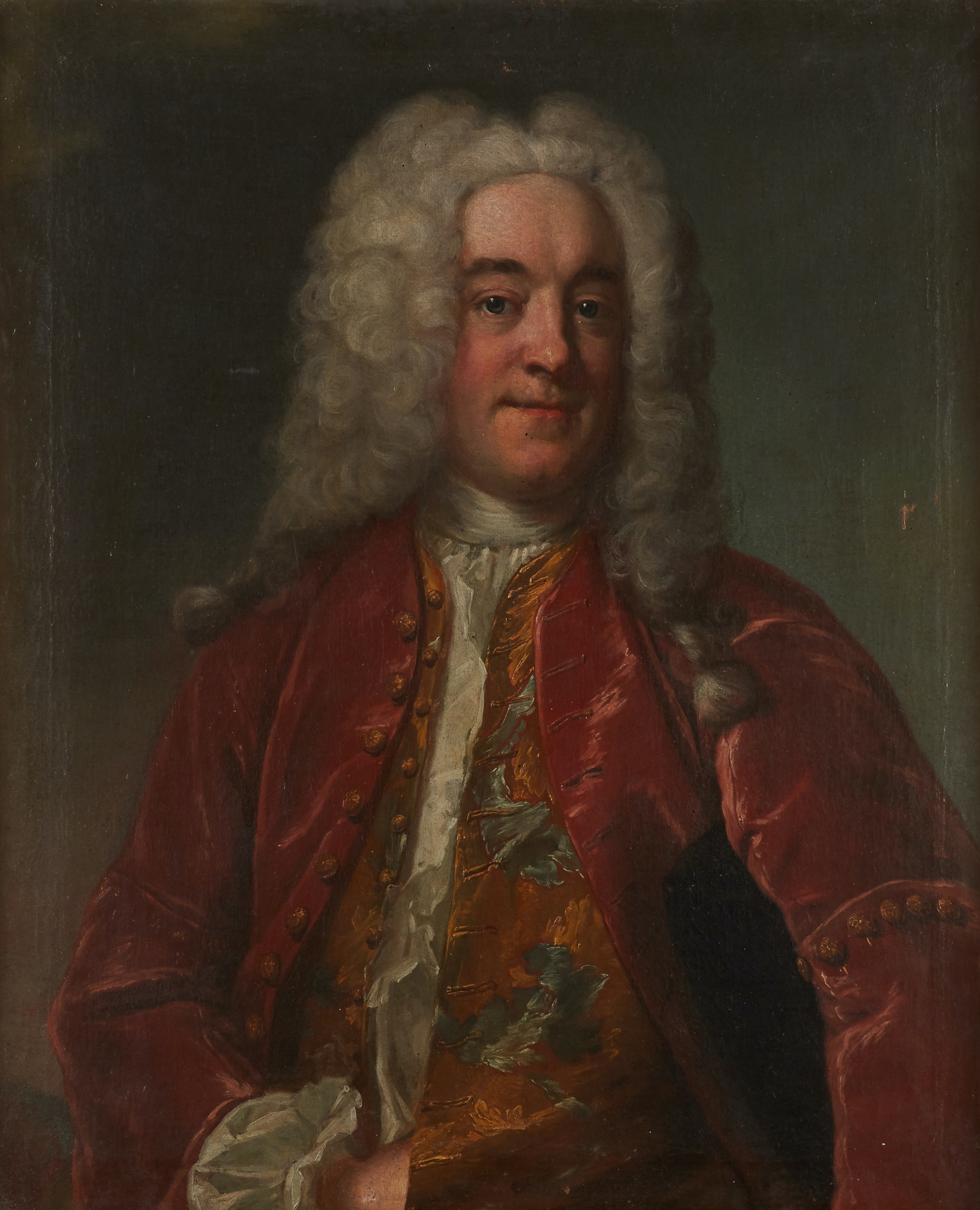
Ulrik Alexander Stromberg. Porträtt från 1731.
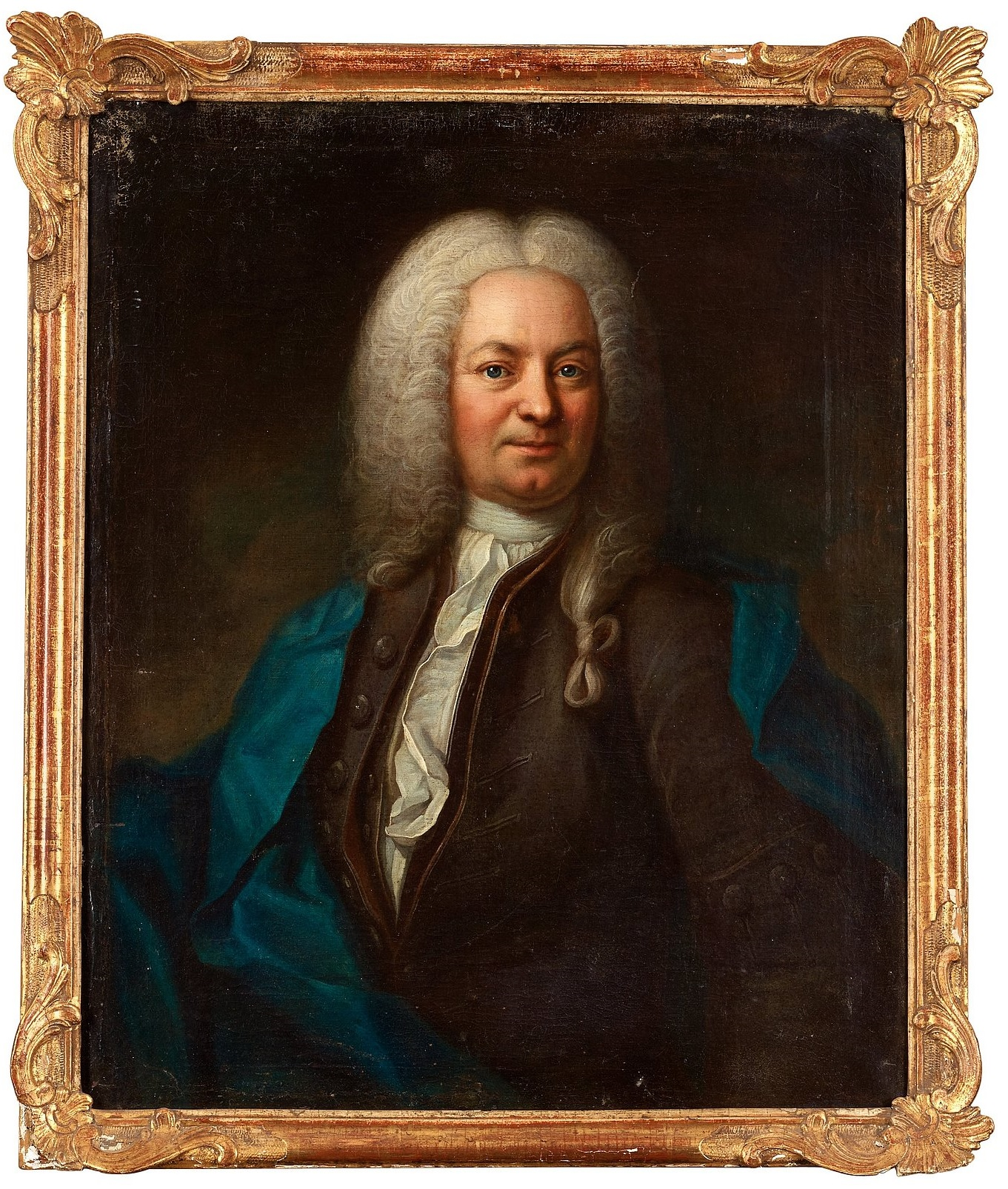
Johan Jacob von Döbeln. Porträtt från 1740.
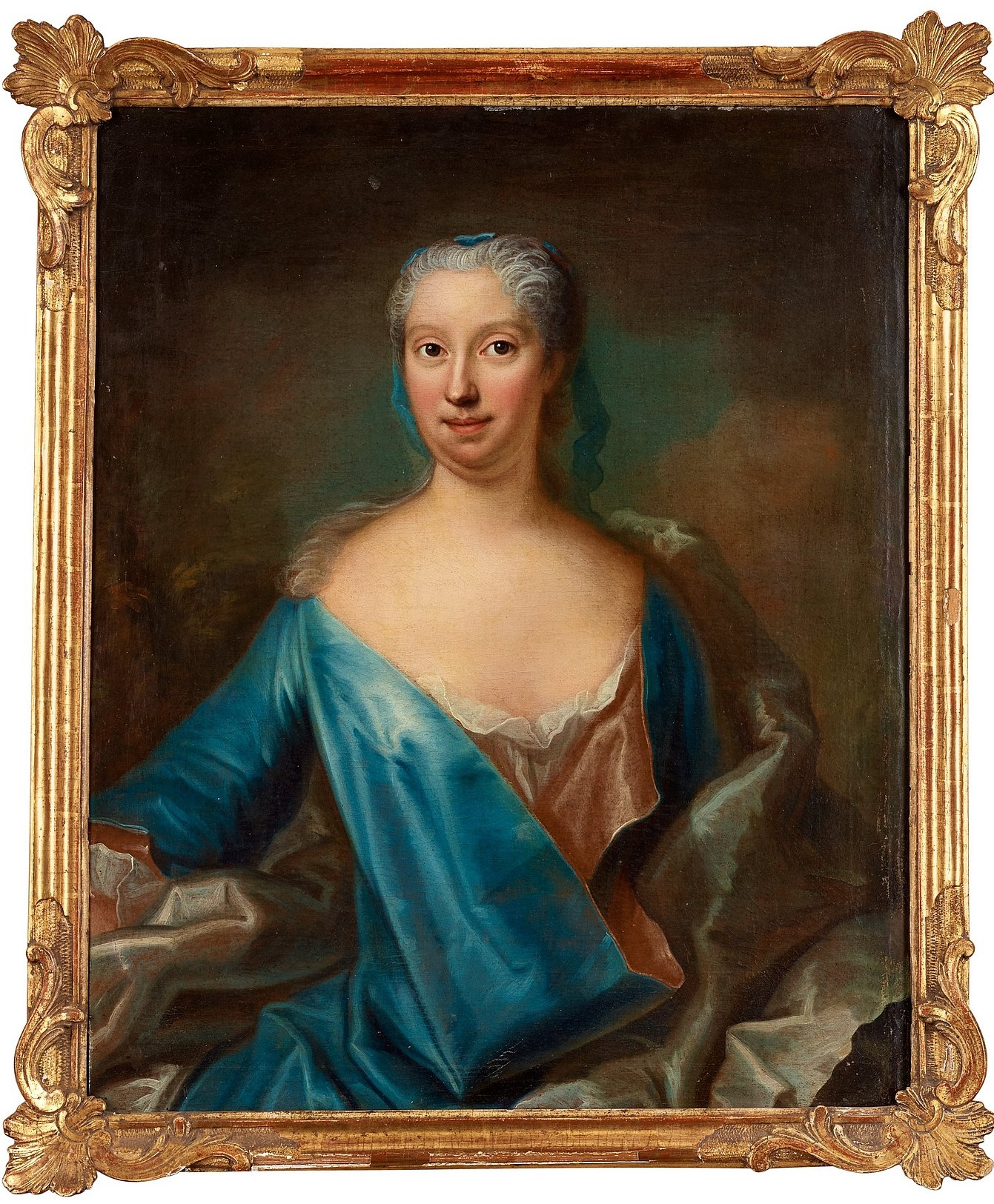
Meria Scheurle, gift med Johan Jacob von Döbeln. Porträtt från 1740.
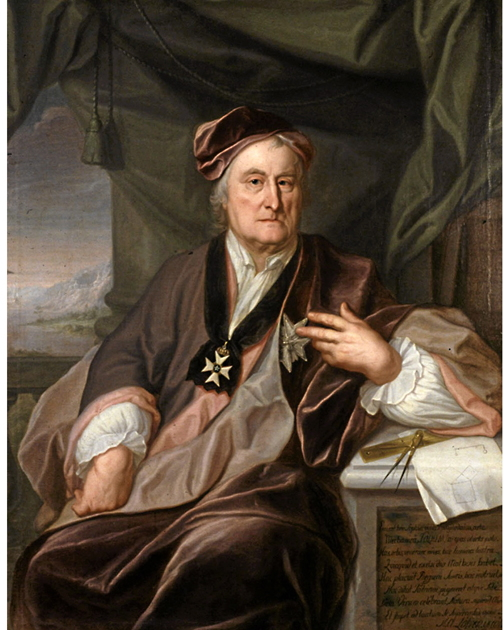
Christopher Polhem, med Nordstjärneorden om halsen, porträtterad 1741.
Grevinnan Eva Katarina Brahe född Sack. Porträtt från cirka 1750, på Skoklosters slott.
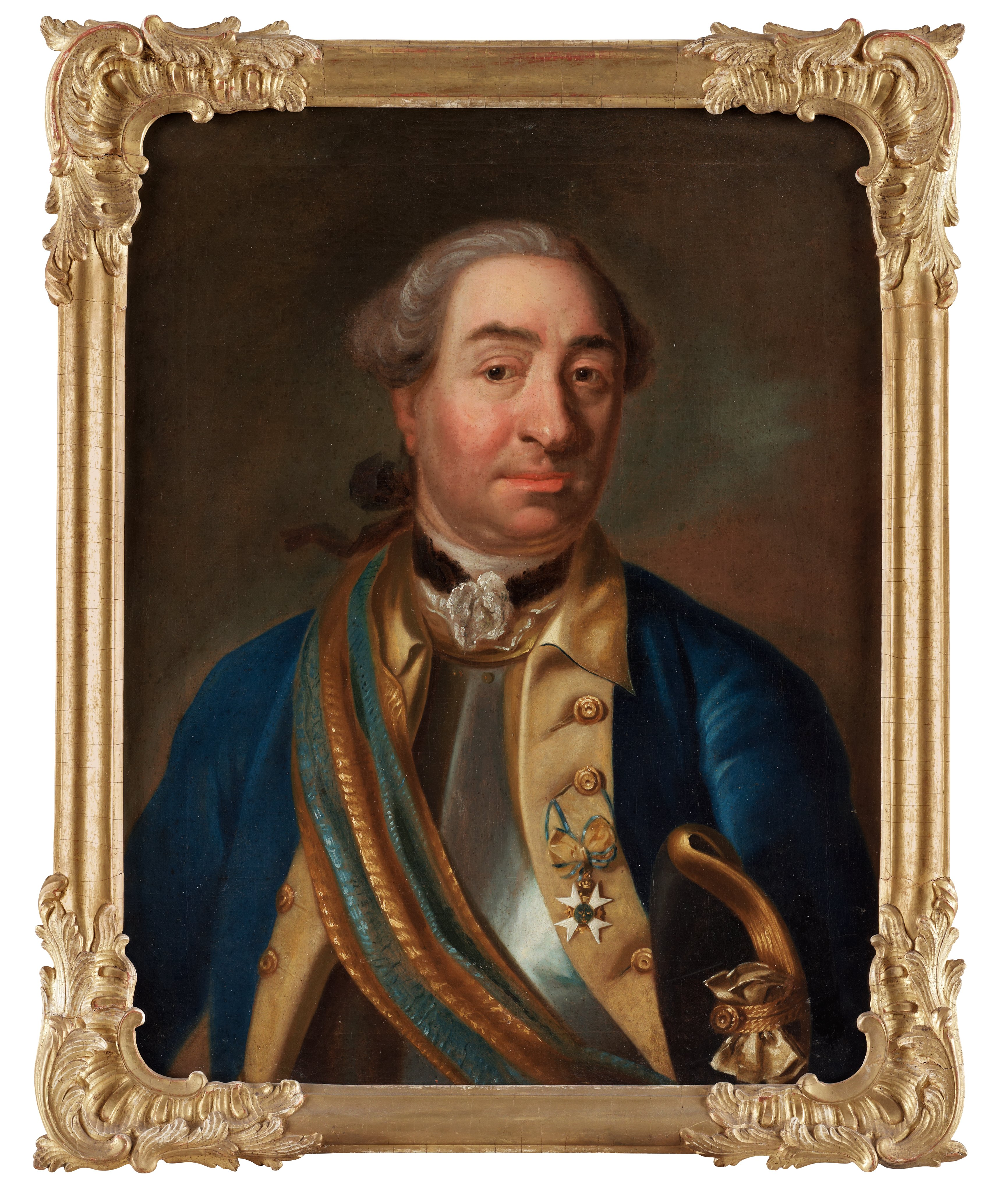
Johan Reinhold Wrangel i uniform m/1756 för Livgardet, 1750-tal.
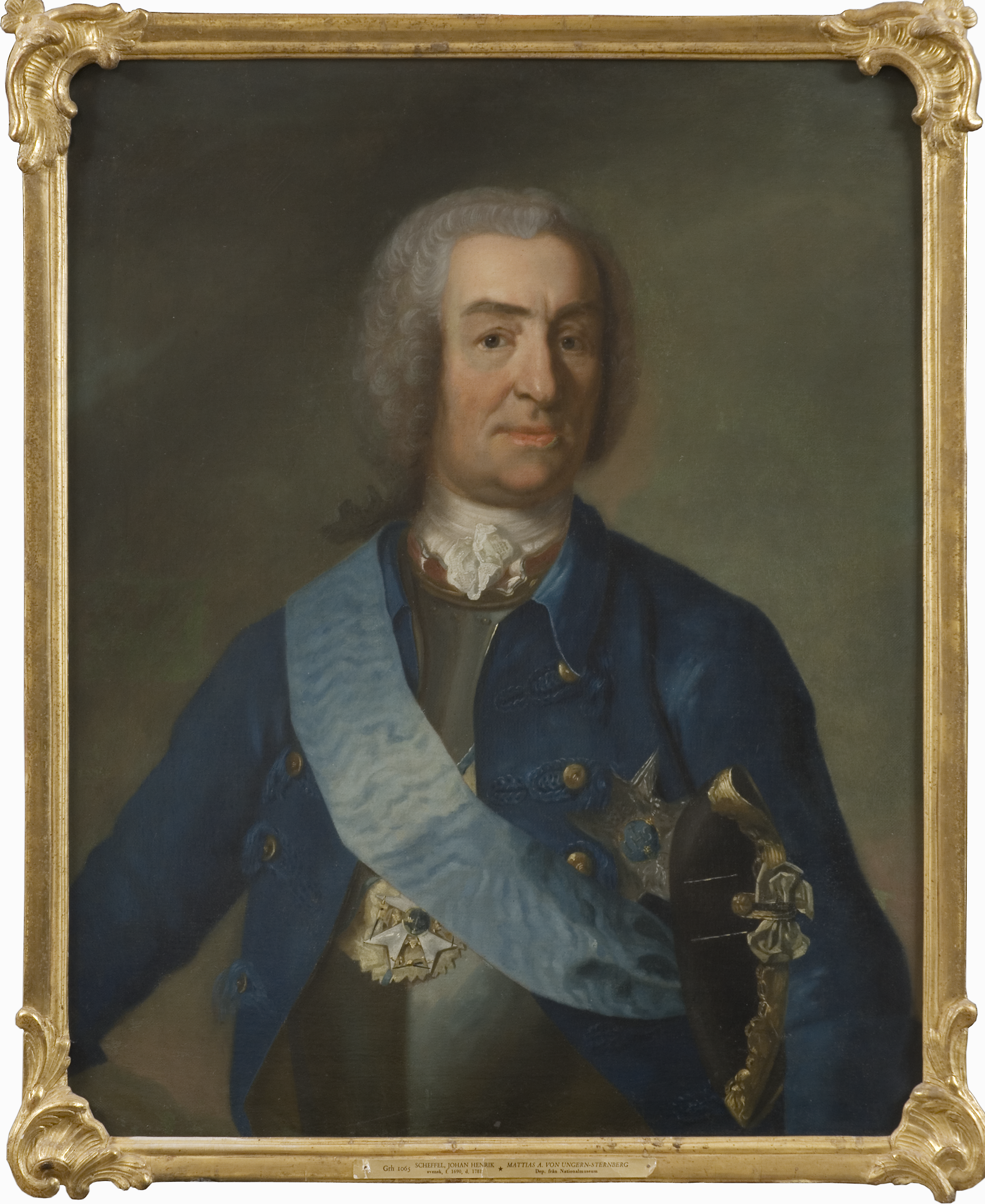
Mattias Alexander von Ungern-Sternberg iklädd uniform. Troligen 1750-tal.
Maria Juliana Jennings, 1760-tal.
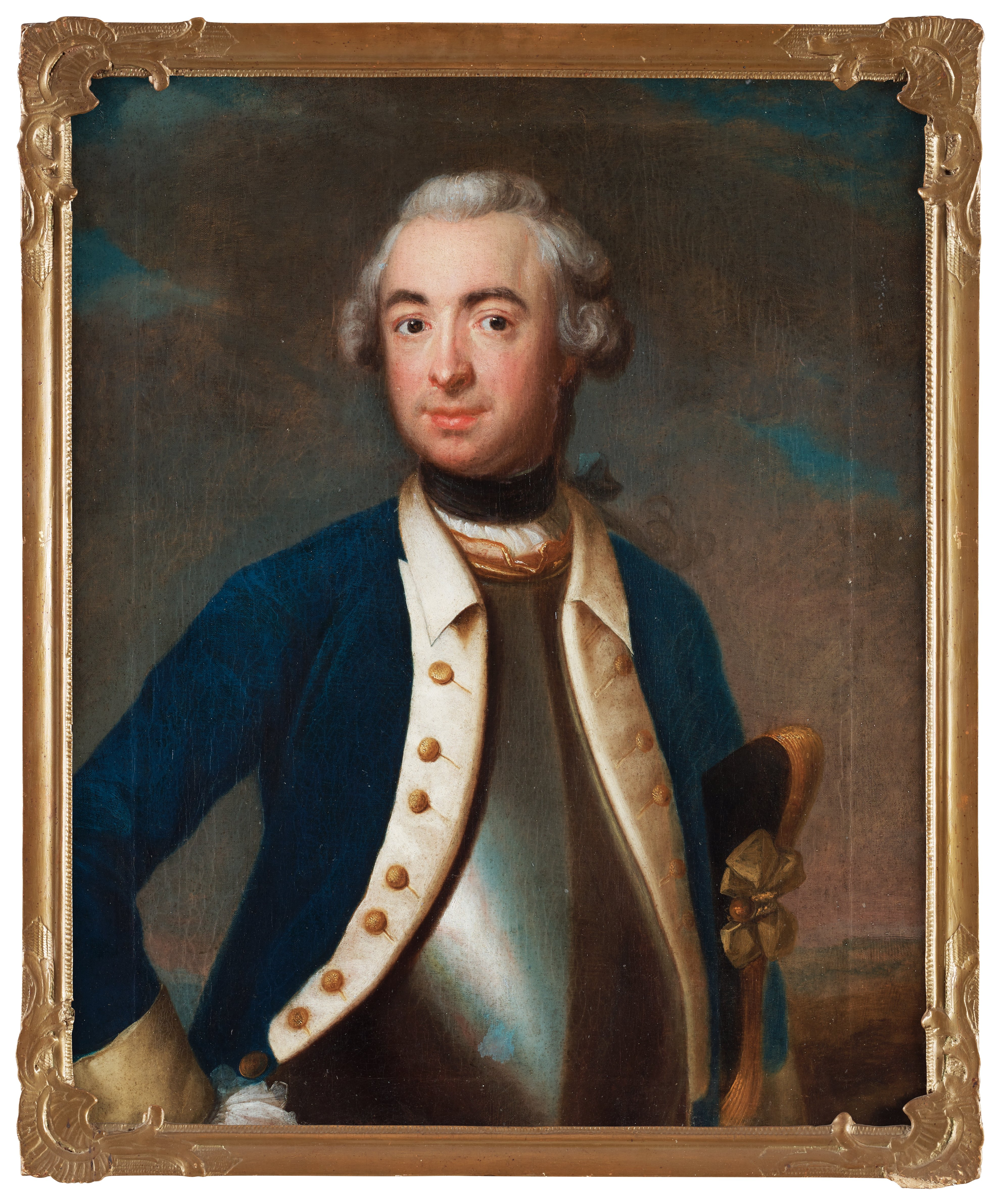
Claes Cederström iförd uniform m/1756 för Kronprinsens regemente, samt bärandes harnesk under rocken. Målning ca 1760.
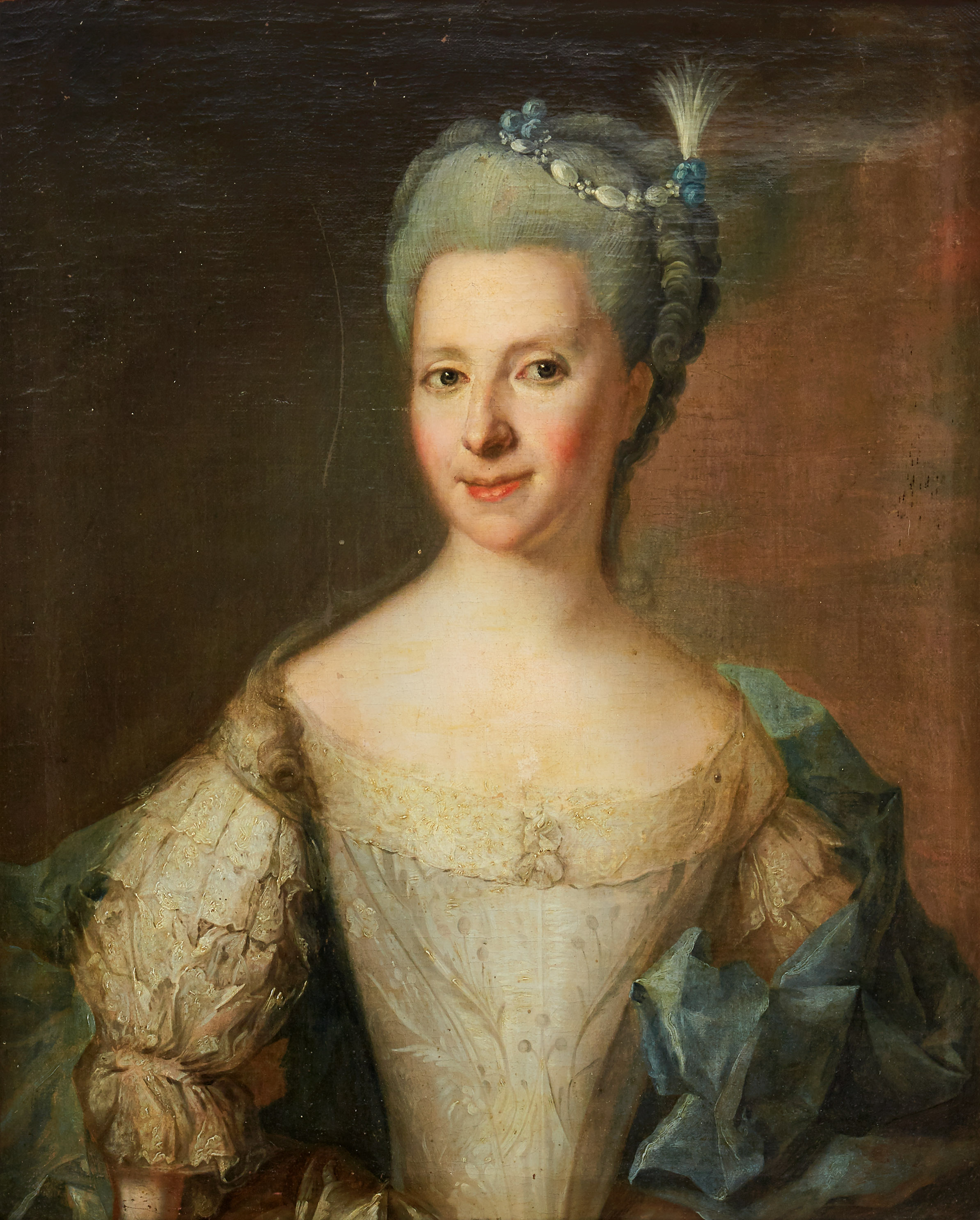
Charlotta Regina Sparre. Porträtt från 1762.